# Johanna Fateman
Johanna Fateman (nascida em 1974) é uma escritora, jornalista e guitarrista/vocalista da banda de electro feminista Le Tigre.